# École supérieure du bois
 (avril 2022).
 (avril 2022).
Si vous disposez d'ouvrages ou d'articles de référence ou si vous connaissez des sites web de qualité traitant du thème abordé ici, merci de compléter l'article en donnant les références utiles à sa vérifiabilité et en les liant à la section « Notes et références ».
Pour les articles homonymes, voir ESB.
L’ESB (École Supérieure du Bois), est l'une des 230 écoles d'ingénieurs françaises accréditées au 1er septembre 2022 à délivrer un diplôme d'ingénieur.
Fondée en 1934 sous le nom École Supérieure du Bois à Paris, elle a ensuite été délocalisée à Nantes en 1993. Elle est désormais située sur le campus de la Chantrerie, à Nantes. Juridiquement, l’ESB est une association loi de 1901 gérée par un président élu par le conseil d'administration.

## Histoire

### 1934: fondation de l'ESB

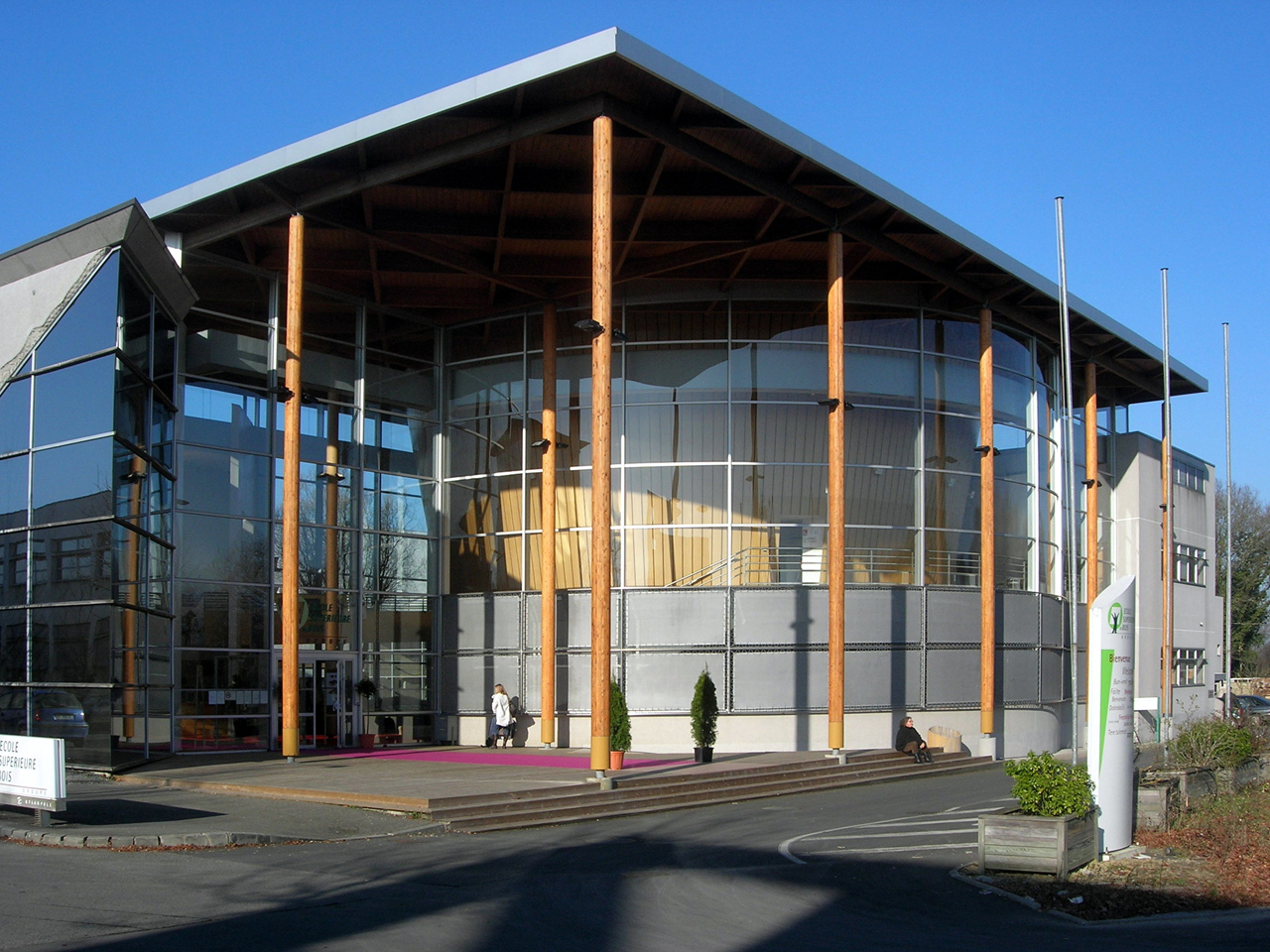
Parvis de l’ESB à Nantes sur le Campus de la Chantrerie.

Ancien logo

L’ESB a été créée en 1934 à Paris dans le 12e arrondissement entre la rue de Picpus et l’avenue de Saint-Mandé, à proximité d’un quartier voué au travail du bois, le faubourg Saint-Antoine. Le 20 décembre 1934, elle est reconnue à l'unanimité par les membres du conseil supérieur de l'enseignement technique dépendant du ministère de l’Instruction publique. L’école n’a à cette époque le droit de délivrer le titre d'ingénieur de l’ESB qu’à des ingénieurs déjà diplômés qui ont été admis sur titre et ont suivi une formation d'un an. Les deux ministères de tutelle de l'ESB sont alors ceux de l’Agriculture et de l’Instruction publique. L’ESB est fondée au sein de l’Institut national du bois, créé la même année, regroupant également d’autres écoles et un laboratoire d’essais des bois. Destinée à former des ingénieurs de haut niveau durant une année de spécialisation, l’ESB devient progressivement une école de techniciens et d’auditeurs libres.

### 1946: l'ouverture de l'ESB à tous les ingénieurs
En 1946, l’école ouvre ses portes à d'autres ingénieurs pour deux années de formation.
Une réorganisation majeure dans les années 1950 transforme l'école, la hissant au statut d'établissement dispensant un cursus complet d'ingénierie. Elle obtient sa première habilitation de la Commission des titres d'ingénieur en 1959.

### 1993: déménagement à Nantes
En 1993 a lieu le déménagement de l'ESB à Nantes sur le site du Campus de la Chantrerie (quartier Nantes Nord), motivé par la vétusté des locaux parisiens. Le choix de Nantes est le fruit d'une forte mobilisation des entreprises de la région, emmenées par Atlanbois, interprofession de la filière. La région des Pays de la Loire apparaît comme la seconde concentration nationale d'emploi dans la transformation de ce matériau (ameublement, menuiserie, construction). Les bâtiments qui abritent l'école, conçus par l'architecte Jean-Pierre Logerais, sont essentiellement construits en bois et ont été édifiés un an auparavant. L’inauguration du bâtiment à lieu le 25 octobre 1993, en présence du ministre de l'Enseignement supérieur et de la Recherche, François Fillon.
En 1997, l'ESB devient membre de la Conférence des grandes écoles.
En septembre 2003, l’ESB crée une formation en anglais intitulée « International Timber Trade ».
Depuis 2005, les étudiants de l'ESB peuvent suivre une Majeure en troisième année « Valorisation de la production forestière ». Elle se déroulait, jusqu'en 2011 à Mont-de-Marsan, et depuis à Bordeaux en collaboration avec Bordeaux Sciences Agro (anciennement du groupe ENITA).

### 2023: Campus à Versailles et à Lyon
Tout en conservant son siège à Nantes, l'école ouvre un campus à Versailles à la rentrée 2023. Lyon et Bordeaux devraient suivre en 2024.

## Formations
(mars 2023).

### Formations BTS
L’ESB propose aux bacheliers professionnels et généraux deux BTS dans les domaines de la production bois et de la construction bois. Ces diplômes forment en deux ans des techniciens supérieurs au niveau bac+2.

#### BTS DRB
Le BTS développement et réalisation bois (DRB) se déroule sur deux ans.
Ce cursus est organisé en partenariat avec le lycée François Arago de Nantes.

#### BTS SCBH
Le BTS Systèmes constructifs bois habitat (SCBH) forme en deux ans des techniciens supérieurs.
La formation se déroule en contrat d’apprentissage.

### Formation Bachelor
En 2019, l'ESB ouvre un Bachelor « Bois et transition numérique de la production» pour former des élèves aux métiers de la production. En 2021, l’ESB ouvre un second Bachelor « Chef de chantier bois et bas carbone », pour former les élèves à la construction.
Chaque parcours est structuré autour d'un tronc commun, et d'enseignements de spécialité.

### Formations Mastère Spécialisé
L’ESB propose plusieurs programmes de niveau bac+ 6 en 1 an pour former les salariés en activité, jeunes diplômés et professionnels en reconversion.

### AIESB - Alumni et Ingénieurs de l'ESB
L'ESB est soutenue par son association d'Alumni, l'AIESB. Cette association, créée en 1944, est actuellement localisée dans les locaux de l'école, rue Christian Pauc à Nantes.
L'AIESB se veut avant tout un réseau de relations entre l'ensemble des anciens élèves ayant fréquenté l'École Supérieure du Bois. Ainsi, cette association regroupe les Alumni de l'ensemble des formations dispensées par l'école : BTS, licence, bachelor, etc.
Elle édite chaque année un annuaire, diffuse des offres d'emploi et des CV, organise des réunions régionales, etc.
Elle est membre de l'association Ingénieurs et scientifiques de France (IESF)

### Galerie

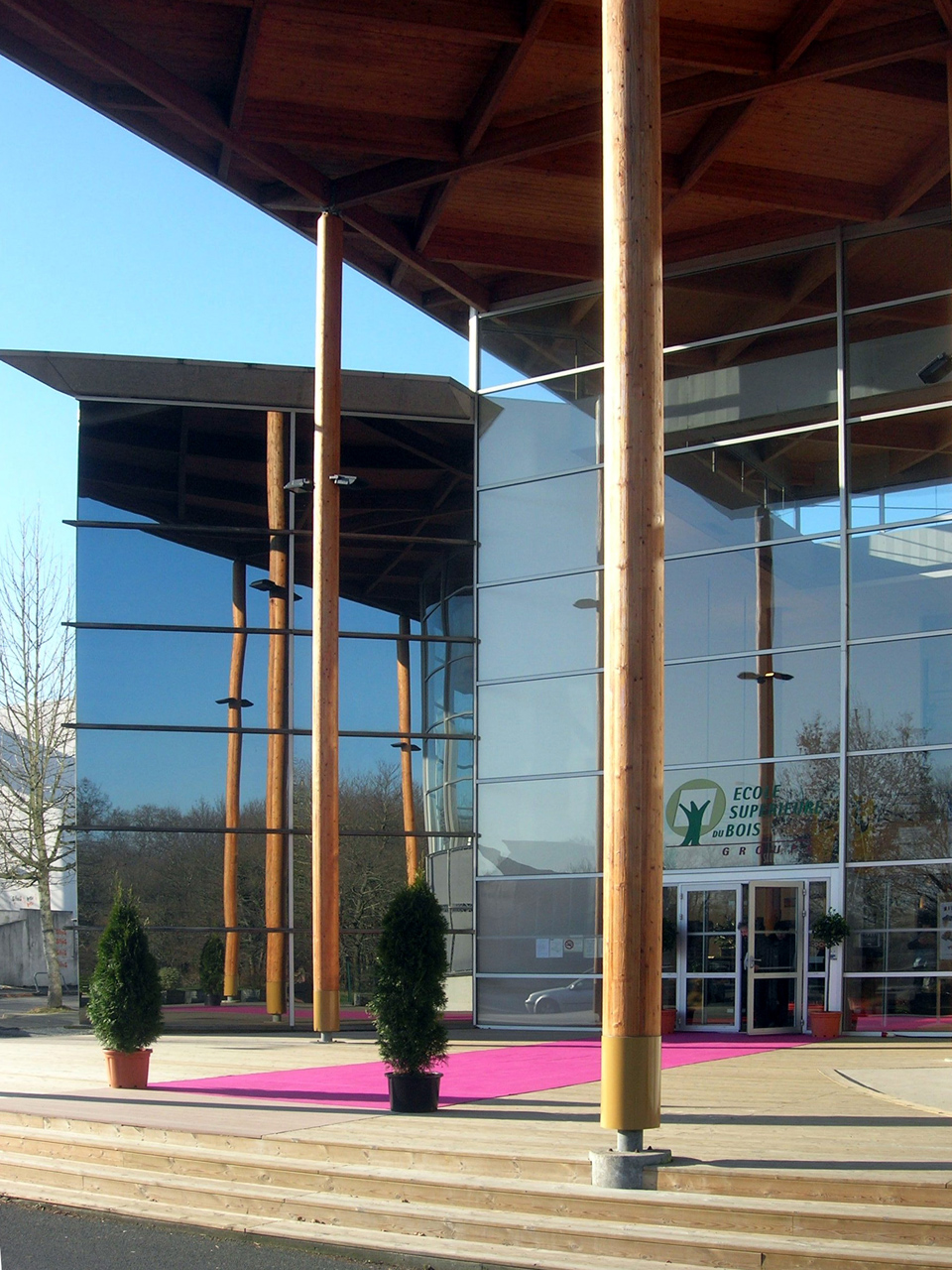
Entrée de l'École supérieure du bois
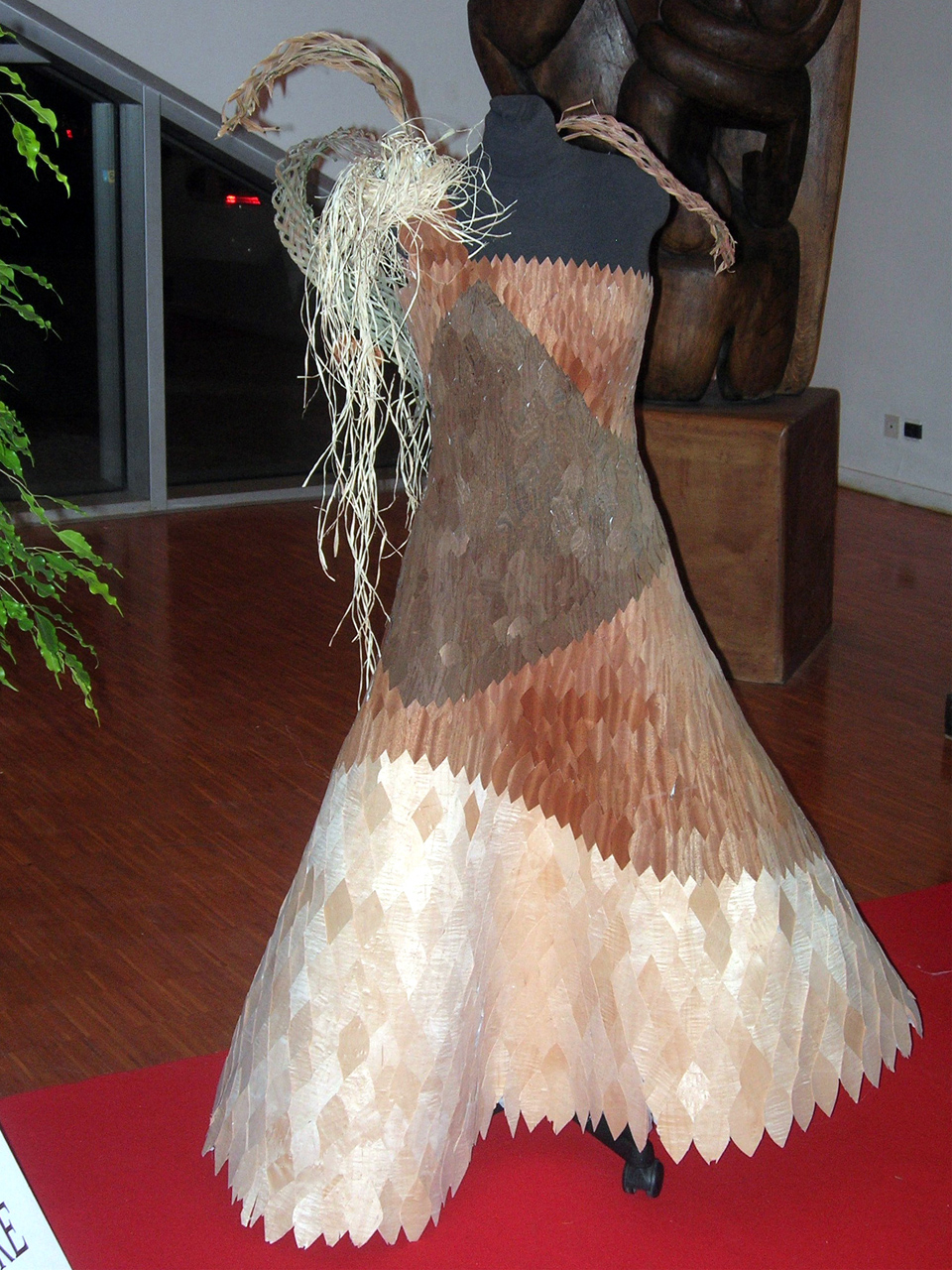
Robe créée pour la nuit du Bois à l'école
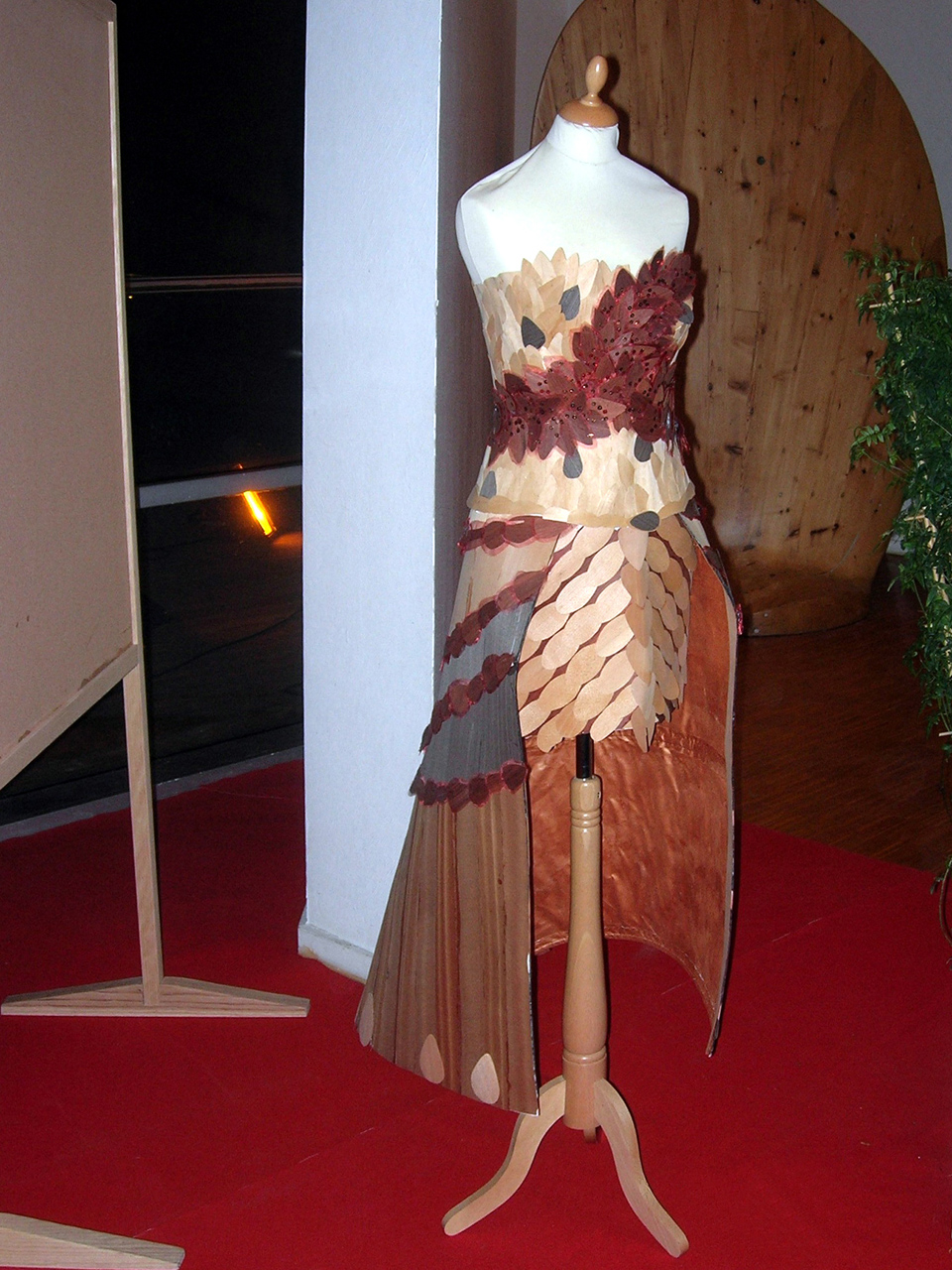
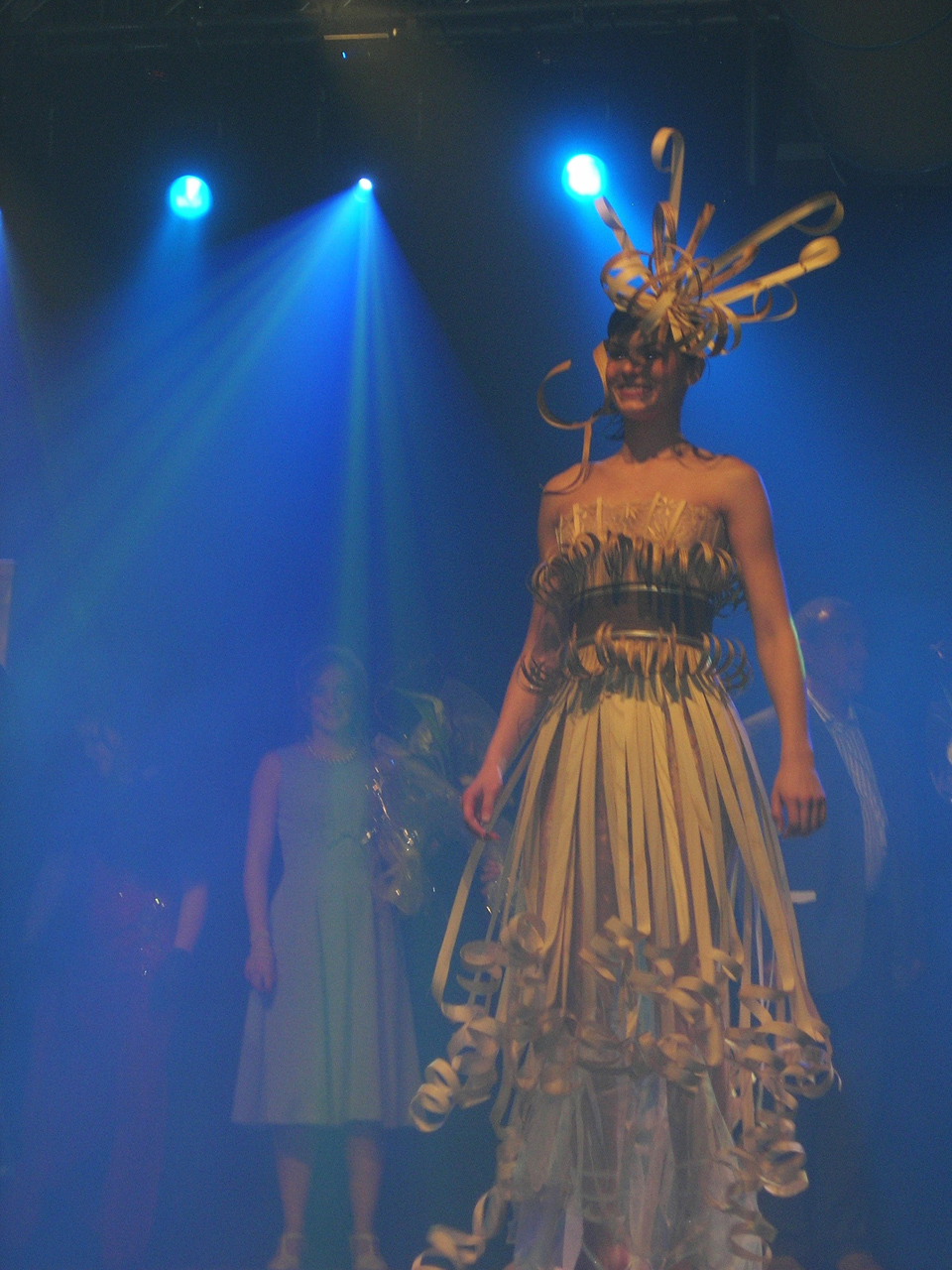
Défilé lors de la nuit du Bois à l'école en 2008
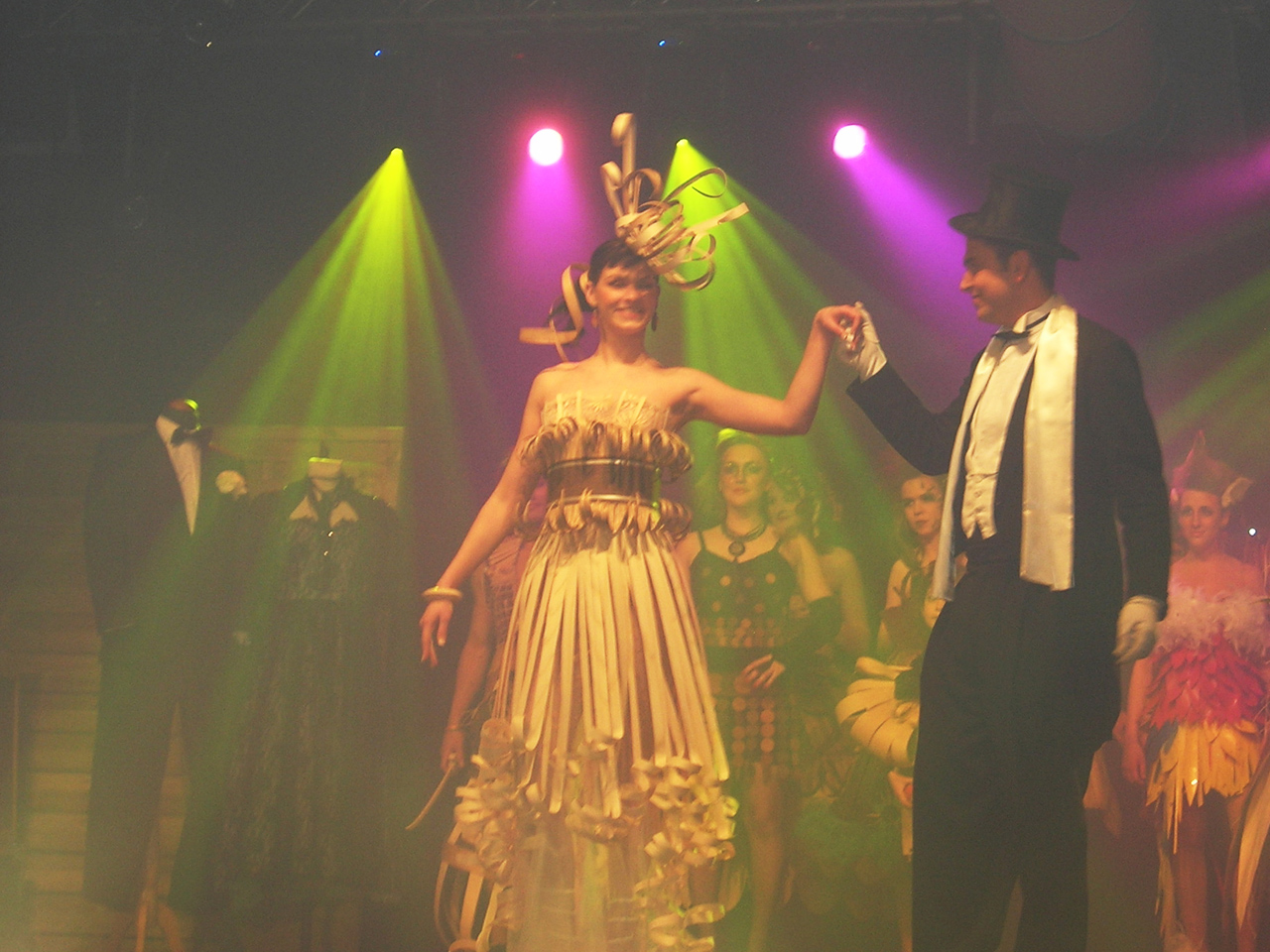

## Pour approfondir